# Hanna Bodnar-Kaczyńska
Hanna Bodnar-Kaczyńska (* 24. April 1929 in Warschau; † 9. November 2001 in Warschau) war eine polnische Grafikdesignerin und Plakatgestalterin. Sie wird der Polnischen Plakatschule zugerechnet, deren Arbeiten durch kräftige Farben und mehrdeutige Motive gekennzeichnet und international bekannt sind.

## Karriere
Hanna Bodnar-Kaczyńska studierte von 1945 bis 1955 in der Graphischen Abteilung der Akademie der bildenden Künste in Warschau und machte 1955 ihren Abschluss im Atelier von Józef Mroszczak. Im Anschluss arbeitete sie mit verschiedenen Verlagen zusammen, u. a. RSW Kunst- und Grafikverlag Presse-Buch-Bewegung (Wydawnictwo Artystyczno-Graficzne RSW Prasa-Książka-Ruch WAG), Filmverleihzentrum (Centrala Wynajmu Filmów), Der Leser (Czytelnik) und dem Polnischen Wissenschaftsverlag (Polskie Wydawnictwo Naukowe). In den Jahren von 1962 bis 1964 war sie künstlerische Beraterin der Genossenschaft für Volks- und Kunsthandwerk Cepelia. Darüber hinaus gestaltete sie zwischen 1958 und 1980 mindestens 118 Filmplakate und in den 1950er Jahren zahlreiche politische Plakate.

## Auszeichnungen
Ihre Arbeiten wurden 1962 mit dem Grand Prix Toulouse-Lautrec ausgezeichnet und international u. a. in Griechenland und Tschechien ausgestellt. Viele Arbeiten sind in museale Sammlungen eingegangen. 58 Plakate liegen im Nationalmuseum in Poznań und 101 im Plakatmuseum in Wilanów. In der Sammlung des Museum für Kunst und Gewerbe Hamburg befinden sich 12 Filmplakate von Hanna Bodnar-Kaczyńska.

## Ausstellungen
- Filmowo mi … Polskie plakaty filmowe z lat 1945–1969, Muzeum Plakatu w Wilanowie, 04.10.2013–12.01.2014
- The F*word – Guerrilla Girls und feministisches Grafikdesign, Museum für Kunst und Gewerbe Hamburg, 16.02.–17.09.2023[6]
- Wiki Women – Wissen gemeinsam ergänzen, Museum für Kunst und Gewerbe Hamburg, 27.05.–24.09.2023[7]

## Forschung
In den letzten Jahren hat die Forschung zu polnischen Gestalterinnen zugenommen. Insbesondere Katarzyna Kulpińska aus der Fakultät für Bildende Künste der Nikolaus-Kopernikus-Universität in Toruń forscht zu künstlerischer und angewandter Grafik des 20. und frühen 21. Jahrhunderts, u. a. zu den polnischen Plakatgestalterinnen aus der Zeit des Volksrepublik Polen.